# Evildead
Pour les articles homonymes, voir Evil Dead.
Evildead, aussi stylisé Evil Dead, est un groupe américain de thrash metal, originaire de Los Angeles. Le groupe était à l'origine composé de membres de deux anciens groupes, Agent Steel et Abattoir, dont le guitariste Juan Garcia, qui est le seul membre original restant. Au cours de ses neuf premières années d'existence, Evildead a sorti deux albums studio : Annihilation of Civilization (1989) et The Underworld (1991). 
Evildead a connu une longue période d'inactivité en raison de changements de groupe et de problèmes liés à l'élaboration d'un troisième album. Le groupe se sépare officiellement en 1995. Après une courte réunion de 2008 à 2012, le groupe se reforme en 2016 et sort son troisième album studio United States of Anarchy en octobre 2020. Ils prévoient de sortir leur quatrième album studio en 2023 ou 2024.

## Histoire

### Première périodes (1986–2012)
Evildead est formé en 1986, initialement comme projet parallèle du guitariste d'Agent Steel Juan Garcia et du bassiste d'Abattoir Mel Sanchez, avec l'intention d'écrire de la musique heavy avec des éléments plus hardcore et thrash metal, plus que leurs groupes de l'époque. Evildead ouvre de nouvelles voies avec son approche féroce de l'écriture, mais suit également un style similaire à celui de ses pairs (y compris Testament, Vio-lence, Dark Angel et Sacred Reich), avec des paroles explorant des thèmes politiques et sociaux mélangés à de l'humour, de l'horreur et des sujets liés à la guerre nucléaire. Le nom du groupe est inspiré du film d'horreur The Evil Dead de Sam Raimi.
Après la tournée The Underworld, Evildead fait une pause prolongée. Le groupe retourne en studio en 1993 pour commencer à travailler sur un troisième album, et écrit plusieurs nouvelles chansons dont Humano, Immortal et Dia de los Muertos, qui apparaissent également sur la bande démo du groupe Terror sortie en 1994 et seront enregistrées à nouveau pour le seul album de Terror, Hijos de los Cometas (1997). Cependant, l'album est resté inachevé et Evildead se sépare rapidement. Plus tard, le groupe se sépare en 1995.
Ils se réunissent en 2008. Malgré leur projet d'enregistrer un nouvel album studio, une nouvelle séparation du groupe est annoncée le 17 octobre 2012.

### Deuxième période (depuis 2016)
Evildead se réunit à nouveau pour un concert unique le 12 mars 2016 au Love/Hate Rock Bar à Los Angeles, à l'occasion du 50e anniversaire du batteur Rob Alaniz. En juin 2016, Evildead confirme qu'il était de nouveau actif. Ils annoncent également l'enregistrement de nouveaux morceaux et qu'ils prévoyaient de donner quelques concerts en 2017. En août 2017, Evildead est en studio pour terminer quatre titres du troisième album à venir, qui était produit par Bill Metoyer,. Le 23 septembre 2017, le groupe présente sa première chanson en 26 ans, Word of God, sur Los Anarchy Radio. Six jours plus tard, le groupe joue son premier concert depuis sa reformation l'année précédente à l'Union Club de Los Angeles. Le 11 février 2018, Evildead annonce sur sa page Facebook que son troisième album est « bientôt disponible ». L'album, intitulé United $tate$ of Anarchy, sort le 30 octobre 2020.
En janvier 2023, Evildead annonce avoir « travaillé dur pour écrire de nouveaux morceaux » pour leur quatrième album studio à venir, et qu'ils avaient commencé la préproduction de celui-ci le mois suivant,. Le single principal de l'album à venir, Bathe in Fire, est publié le 28 juillet 2023 via des services de streaming.

## Discographie
- 1987 : The Awakening (démo)
- 1988 : Rise Above (EP, Steamhammer Records/Roadrunner Records)
- 1989 : Annihilation of Civilization (album, Steamhammer Records)
- 1991 : The Underworld (album, Steamhammer Records)
- 1992 : From the Depths of the Underworld (album live, Steamhammer Records)
- 2020 : United States of Anarchy (Steamhammer Records)